# آختین‌هوفن، اوترخت
اکتین‌هاون، اوترخت (به هلندی: Achttienhoven, Utrecht) یک سکونتگاه مسکونی در هلند است که در De Bilt واقع شده‌است.